# هیلدرستون
هیلدرستون (به انگلیسی: Hilderstone) یک روستا و محله مدنی در بریتانیا است که در Stafford واقع شده‌است. هیلدرستون ۶۴۱ نفر جمعیت دارد.